# Ascolta il mio cuore
Ascolta il mio cuore è un romanzo di Bianca Pitzorno pubblicato per la prima volta da Mondadori nel 1991. Ambientato in una piccola città della Sardegna tra il 1949 ed il 1950, narra le avventure di Prisca, Elisa e Rosalba, tre scolare di quarta elementare in lotta contro la loro nuova insegnante, donna estremamente severa, bugiarda ed ingiusta.
È il primo titolo della Saga di Lossai, seguito poi da Diana cupido e il commendatore, Re mida ha le orecchie d'asino ed infine La voce segreta, libri con la stessa ambientazione ed in cui appaiono in veste di personaggi secondari i protagonisti di Ascolta il mio cuore.
Il libro ha anche avuto un prequel, Quando eravamo piccole, che narra alcune vicende di Prisca ed Elisa da piccole ed in cui viene anche rivelato che le storie raccontate sono ambientate proprio nell'immaginaria cittadina sarda di Lossai.
Insieme a L'incredibile storia di Lavinia è uno dei due titoli di Bianca Pitzorno ad aver venduto più copie ed è stato tradotto in varie lingue tra cui spagnolo, polacco e russo.

## Trama
Le protagoniste della storia sono tre ragazzine di nove anni che sono migliori amiche tra loro fin da piccole (ed anche le loro famiglie hanno da sempre una grande amicizia tra loro): Prisca Puntoni, bambina vivace, irrequieta, emotiva (il titolo del libro deriva proprio dal fatto che il cuore di Prisca batte molto rumorosamente quando si emoziona, cosa che accade spesso), molto fantasiosa ed amante della lettura e della scrittura, figlia di un noto avvocato; Elisa Maffei, bambina dal carattere mite, dolce e tranquillo, orfana di guerra che vive con gli zii e i nonni paterni; Rosalba Cardano, ragazzina creativa e molto brava nelle attività artistiche e nella matematica, figlia di un ricco commerciante e di una pittrice. Le tre frequentano la classe 4ª D della scuola Sant'Eufemia e, nel settembre 1949, si preparano ad incontrare la loro nuova maestra, che nessuno conosce perché, fino all'anno precedente, insegnava nella scuola privata dell'Adorazione, frequentata dalle bambine delle famiglie più ricche della città. La scolaresca della 4ª D siede in tre file di banchi, di cui quella a sinistra è occupata soprattutto da ragazzine provenienti da famiglie umili, mentre quelle al centro e a destra, che si odiano profondamente tra loro, da bambine provenienti da famiglie più altolocate. La fila a destra è stata denominata dalle tre protagoniste come quella delle "Leccapiedi", poiché le bambine che la occupano sono particolarmente antipatiche e arroganti, quella al centro dei "Maschiacci", composta da scolare brave e simpatiche ma a volte vivaci ed irrequiete, e quella a sinistra dei "Conigli", che solitamente si mantiene neutrale per poi schierarsi con i Maschiacci nei momenti più accesi della rivalità contro le Leccapiedi.
La nuova maestra, la signora Argia Sforza, inizialmente si presenta come gentile e sorridente, ma presto si rivela essere estremamente dura ed autoritaria, controllando la pulizia e la disciplina delle alunne in modo maniacale, ricorrendo alle punizioni corporali per correggerne i comportamenti e, soprattutto, comportandosi in modo ingiusto e non imparziale: predilige le ragazzine della fila delle Leccapiedi, a cui spesso e volentieri regala voti alti non meritati e chiude un occhio di fronte alle loro mancanze (avendo paura della reazione delle famiglie), mentre non ha problemi a dispensare brutti voti e castighi anche immotivati alle altre bambine, soprattutto ai "Conigli", il tutto a causa della diversa estrazione sociale delle rispettive famiglie. Nella classe, all'inizio dell'anno, entrano due nuove alunne, Iolanda Repovik e Adelaide Guzzòn, bambine molto povere e dalle famiglie disagiate: la maestra le prende subito di mira (consapevole del fatto che se protestano con i genitori vengono punite anche da questi ultimi) e tenta in ogni modo di escluderle e di maltrattarle, suscitando la rabbia di Prisca.
Le tre amiche cercano quindi di escogitare un metodo per punire la donna; l'occasione si presenta quando uno degli zii di Elisa, Casimiro, promette che andrà a protestare violentemente con la maestra se mai mettesse le mani addosso alla nipote. Elisa cercherà così di comportarsi male volutamente per far saltare i nervi alla maestra e farsi pestare, ma senza riuscirci, un po' perché l'indisciplina non fa parte della sua indole e un po' perché la maestra chiude un occhio sulle sue cattive azioni. Nel frattempo, durante l'anno scolastico, Prisca, su richiesta della signora Sforza, viene mandata a seguire delle ripetizioni di matematica da una professoressa da cui rimane molto colpita, la signorina Ondina Mundùla, giovane e bellissima. In tale periodo Leopoldo, un altro zio di Elisa di cui Prisca è segretamente invaghita, ha dei litigi con il fratello Casimiro per motivi sentimentali, e si scoprirà che la donna contesa da entrambi è proprio Ondina.
Alla fine la signora Sforza riesce a far cacciare via le due nuove allieve: Iolanda viene espulsa per aver sputato acqua saponata in faccia alla maestra, dopo che la maestra stessa l'aveva obbligata a lavarsi la bocca col sapone perché Iolanda aveva detto, mentendo, di essere stata lei ad avere insegnato una parolaccia ad Elisa (la quale in realtà aveva sentito dire tale parola ad Adelaide e l'aveva detta in uno dei suoi tanti tentativi di far arrabbiare la maestra); Adelaide invece viene ritirata (e picchiata) dalla madre dopo che aveva provato a regalare alla signora Sforza un mazzo di tulipani trovati in un bidone dell'immondizia, siccome in quel periodo era diventato uso comune portare fiori alla maestra (e la signora Sforza cedeva segretamente alle madri delle Leccapiedi e dei Maschiacci i mazzi di fiori che le venivano regalati dai Conigli) ed Adelaide non poteva permettersi di comprare o cogliere fiori.
Nel frattempo, all'inizio del mese di marzo, le tre protagoniste, così come tutti i Maschiacci e le Leccapiedi, erano state avviate a una sessione di studio molto intensa per passare direttamente dalla quarta elementare alla prima media, espediente che la signora Sforza era solita adottare con successo nella scuola dell'Adorazione. Un giorno Elisa e Rosalba passano sotto la casa della maestra e scoprono che essa, nonostante avesse detto alla madre di Prisca di non voler dare lezioni private per principio, dà ripetizioni in segreto alle Leccapiedi, quindi Elisa lancia dentro alla casa un sasso avvolto in un foglio di carta con scritto "Bugiarda!"; poco tempo dopo sempre Elisa riesce finalmente a farsi picchiare sporcando il prezioso registro della maestra con gli escrementi di Dinosaura, la tartaruga di Prisca (alla quale era stato volutamente provocato un attacco di diarrea in quel preciso momento, facendole mangiare una grande quantità di gelato poco prima). A seguito di ciò, tuttavia, lo zio Casimiro dimostra di non avere più intenzione di intervenire ed anzi sembra stranamente allegro, facendo infuriare la nipote e le amiche; fortunatamente intervengono Baldassarre, il terzo zio di Elisa, il quale ritira la nipote dalla scuola minacciando di denunciare il fatto al Provveditorato, e la nonna materna di Elisa, la signora Lucrezia Gardenigo, donna molto ricca ed influente, che invia alla maestra una lettera di biasimo da cui la signora Sforza rimane molto ferita.
Alla fine dell'anno le tre amiche sostengono l'esame di licenza elementare ed ottengono voti molto alti, mentre la maggior parte delle Leccapiedi riceve voti molto modesti dai due maestri esaminatori, nonostante l'insistenza della signora Sforza. Prisca viene quindi incaricata di comporre una poesia di elogio per la maestra, cosa che ovviamente riesce a fare solo scrivendo una buona dose di menzogne e sentendosi molto in colpa, e poi di recitarla davanti ad essa, riuscendo ad evitare quest'ultimo atto di ipocrisia fingendo di stare male. Nel giro di poche ore, tuttavia, a Prisca viene davvero una forte influenza con mal di pancia e febbre, che la costringe a letto per molti giorni, ma a tirarle su il morale ci pensano le amiche, che le comunicano che Ondina è fidanzata con lo zio Leopoldo da tre mesi, senza che Casimiro l'abbia presa male, e Prisca è felicissima nello scoprire che le due persone che adora di più si amano tra di loro. Successivamente, una volta guarita, sostiene l'esame di ammissione alle scuole medie alla sessione aggiuntiva per ammalati e viene promossa con la media del nove. La storia finisce con un accenno alle vacanze estive di Prisca ed alle nozze di Leopoldo e Ondina.
I capitoli del libro raccontano ognuno le vicende delle protagoniste in un mese di scuola, da settembre a giugno. Ogni capitolo comprende un testo scritto da Prisca, che nella maggior parte dei casi è un racconto di fantasia ispirato alle vicende che l'autrice vive in classe o con le due amiche e spesso fa da sfogo contro la maestra, mentre in altri casi è una lettera.

### Edizioni
- Bianca Pitzorno, Ascolta il mio cuore, terza ed., collana Oscar Mondadori, Arnoldo Mondadori Editore, 2006,  pp. 407, cap. 10, ISBN 88-04-53022-7.

### Fonti critiche
- Mirca Casella, Le voci segrete: itinerari di iniziazione al femminile nell'opera di Bianca Pitzorno, Milano, Mondadori, 2006, ISBN 9788804543411. URL consultato il 04-05-2015.
- Antonio Faeti, I diamanti in cantina, Saggi tascabili, Milano, Bompiani, 1995, ISBN 88-452-2456-2.
- AA.VV., I «Tusitala», Scrittori italiani contemporanei di letteratura giovanile, a cura di Enzo Catarsi, Flavia Bacchetti, Tirrenia (Pisa), Edizioni del Cerro, 2006, ISBN 9788882161804.
- AA.VV., Nel giardino di Gaia, a cura di Emy Beseghi, Milano, Mondadori, 1994, ISBN 8804383267.
- Bianca Pitzorno, Storia delle mie storie, Milano, Il Saggiatore, 2006  [Nuova Pratiche Editrice 2002], ISBN 8851523371.
- Boero, De Luca, Letteratura per l'infanzia, Manuali Laterza, Roma, Laterza, 1997  [1995],  pp. 307-308, ISBN 88-420-4723-6.